# Детелина (област Бургас)
Вижте пояснителната страница за други значения на Детелина.
 Тази статия е за селото в Област Бургас.  За другото едноименно село вижте Детелина (Област Варна).  За други значения вижте Детелина (пояснение).
Детелѝна е село в Югоизточна България, община Карнобат, област Бургас.

## География
Село Детелина се намира на около 36 km запад-северозападно от центъра на областния град Бургас, около 11 km юг-югоизточно от общинския център Карнобат и около 24 km югозападно от град Айтос. Разположено е в Бургаската низина. Надморската височина в центъра на селото е около 123 m, а на югоизток нараства до около 145 m.
През Детелина минава третокласният републикански път III-5391, който води на северозапад отвъд автомагистрала Тракия (с която селото няма непосредствена пътна връзка) към Карнобат, а на югоизток през селата Крушово и Аспарухово – до село Трояново и връзка там с третокласния републикански път III-539 (Средец – Айтос).
Землището на село Детелина граничи със землищата на: село Козаре на север; село Хаджиите на североизток; село Крушово на изток; село Черково на юг; село Екзарх Антимово на югозапад; село Драганци на запад; град Карнобат на северозапад.
В землището на село Детелина има 5 язовира.

## История
След Руско-турската война 1877 – 1878 г., по Берлинския договор 1878 г. селото остава в Източна Румелия; присъединено е към България след Съединението през 1885 г.
През 1934 г. селото с дотогавашно име Барганлѝи е преименувано на Барган, а през 1980 г. е преименувано на Детелина.

## Население
Населението на село Детелина наброява 615 души при преброяването към 1934 г. и 638 към 1946 г., намалява до 295 към 1985 г. и 244 (по текущата демографска статистика за населението) към 2021 г.

### Етнически състав
Преброяване на населението през 2011 г.
Численост и дял на етническите групи според преброяването на населението през 2011 г.:
|                     | Численост |
| Общо                | 229       |
| Българи             | 161       |
| Турци               | -         |
| Цигани              | 64        |
| Други               | 3         |
| Не се самоопределят | -         |
| Неотговорили        | -         |

## Обществени институции
Село Детелина към 2022 г. е център на кметство Детелина.
В село Детелина към 2022 г. има действащо читалище „Христо Смирненски – 1932 г.“;